# Чудова пара
«Чудова пара» (англ. The Perfect Couple) — американський міні-серіал 2024 року у жанрі драми, криміналу, та створений компаніями 21 Laps Entertainment, Pathless Woods Productions Inc., Two–Four Two–Four Go, Blossom Films, The Jackal Group. В головних ролях — Ніколь Кідман, Лієв Шрайбер, Ів Г'юсон, Дакота Феннінг, Біллі Гаул, Меган Фегі, Донна Лінн Чамплін, Джек Рейнор, Майкл Біч, Ішаан Хаттер, Сем Нівола, Міа Айзек, Ізабель Аджані. Серіал вийшов на Netflix 5 вересня 2024 року. Серіал має 1 сезон. Завершився 6-м епізодом, який вийшов у ефір 5 вересня 2024 року.

## Конспект
Амелія збирається вийти заміж за чоловіка з однієї з найбагатших родин у Нантакеті, але приголомшлива смерть зриває весілля. Тепер кожен під підозрою.

## Актори та персонажі
| Актор              | Роль                  |
| ------------------ | --------------------- |
| Ніколь Кідман      | Ґрір Гаррісон Вінбері |
| Лієв Шрайбер       | Тег Вінбері           |
| Ів Г'юсон          | Амелія Сакс           |
| Біллі Гаул         | Бенджі Вінбері        |
| Меган Фегі         | Мерріт Монако         |
| Донна Лінн Чамплін | Ніккі Генрі           |
| Джек Рейнор        | Томас Вінбер          |
| Майкл Біч          | Ден Картер            |
| Ішаан Хаттер       | Шутер Дівал           |
| Сем Нівола         | Вілл Вінбері          |
| Міа Айзек          | Хлоя Картер           |
| Дакота Феннінг     | Еббі Вінбері          |
| Ізабель Аджані     | Ізабель Наллет        |
| Тім Беглі          | Роджер Пелтон         |
| Адіна Портер       | Енід Коллінз          |
| Ірина Дубова       | Гося                  |
| Дендро Тейлор      | Карен Сакс            |
| Майкл МакГрейді    | Брюс Сакс             |
| Нік Сірсі          |                       |
| Томмі Фленаган     | Бродерік Грем         |

## Сезони
| Сезон | Епізоди | Епізоди | Оригінальний показ | Оригінальний показ | Оригінальний показ |
| Сезон | Епізоди | Епізоди | Перший показ       | Останній показ     | Мережа             |
| ----- | ------- | ------- | ------------------ | ------------------ | ------------------ |
| 1     | 6       | 6       | 5 вересня 2024     | 5 вересня 2024     | Netflix            |

## Список серій

### Сезон 1 (2024)
| № | # | Назва                                               | Режисер     | Сценарист                             | Перший ефір у США |
| --- | - | --------------------------------------------------- | ----------- | ------------------------------------- | ----------------- |
| 1 | 1 | «Щастя напередодні весілля» «Happy Wedding Eve»     | Сюзанна Бір | Дженна Ламія                          | 5 вересня 2023    |
| Запрошені гості прибувають до Нантакету на розкішну репетицію весілля в маєтку Вінбурі, але вечірка обертається трагедією, коли знаходять труп.                            |   |                                                     |             |                                       |                   |
| 2 | 2 | «Вона б цього не зробила» «She Would Never Do That» | Сюзанна Бір | Дженна Ламія, Браян М. Холдман        | 5 вересня 2023    |
| Поліція шукає докази в Саммерленді. Намагання Ґрір одразу взяти під контроль висвітлення справи спантеличує Амелію. Гість весілля намагається покинути острів.             |   |                                                     |             |                                       |                   |
| 3 | 3 | «Ідеальна сім’я» «The Perfect Family»               | Сюзанна Бір | Дженна Ламія, Лейла Кохан             | 5 вересня 2023    |
| Під час інтерв’ю для журналу Ґрір намагається вдавати, наче нічого не сталося. Еббі ділиться скандальною таємницею. Під час сімейної вечері Амелія зачіпає делікатну тему. |   |                                                     |             |                                       |                   |
| 4 | 4 | «Хтось може постраждати» «Someone Could Get Hurt»   | Сюзанна Бір | Дженна Ламія, Кортні Грейс, Евелін Ів | 5 вересня 2023    |
| Незручні запитання детектива Генрі посилюють підозри Амелії. Ґрір отримує загадковий дзвінок. Напруга й пристрасті в родині Вінбурі зростають.                             |   |                                                     |             |                                       |                   |
| 5 | 5 | «Ніколи тебе не покину» «Never Gonna Give You Up»   | Сюзанна Бір | Дженна Ламія, Алекс Бергер            | 5 вересня 2023    |
| Поки пересування Теґа під час вечірки стають об’єктом пильної уваги, Амелія ставить власні запитання. Зусилля Ґрір влаштувати ідеальну презентацію книги провалюються.     |   |                                                     |             |                                       |                   |
| 6 | 6 | «Мені стало краще» «That Feels Better»              | Сюзанна Бір | Дженна Ламія                          | 5 вересня 2023    |
| Поворот у розслідуванні поліції ще більше поглиблює кризу в родині Вінбурі. На поверхню спливають давно заховані таємниці, а також правда про те, що сталося.              |   |                                                     |             |                                       |                   |

## Відгуки критиків
| Сезон | Відгуки критиків  | Відгуки критиків |
| Сезон | Rotten Tomatoes   | Metacritic       |
| ----- | ----------------- | ---------------- |
| 1     | 59% (46 рецензій) | 68 (23 рецензій) |

#### Сезон 1
На сайті-агрегаторі рецензій Rotten Tomatoes перший сезон має 59% «свіжості» на основі 35 рецензій із середнім рейтингом 6,2/10.
На Metacritic серіал отримав 68 балів зі 100 на основі 23 рецензій від кінокритиків, що свідчить про «загалом позитивні рецензії».